# Fjärden, Uppland
Fjärden är en sjö i Uppsala kommun i Uppland och ingår i Norrströms huvudavrinningsområde. Sjön är 3,3 meter djup, har en yta på 0,0974 kvadratkilometer och är belägen 9,8 meter över havet. Sjön avvattnas av vattendraget Sävjaån (Funboån). Vid provfiske har en stor mängd fiskarter fångats, bland annat abborre, asp, björkna och braxen.

## Delavrinningsområde
Fjärden ingår i det delavrinningsområde (664205-162136) som SMHI kallar för Inloppet i Långsjön. Medelhöjden är 25 meter över havet och ytan är 16,01 kvadratkilometer. Räknas de 4 avrinningsområdena uppströms in blir den ackumulerade arean 168,67 kvadratkilometer. Sävjaån (Funboån) som avvattnar avrinningsområdet har biflödesordning 3, vilket innebär att vattnet flödar genom totalt 3 vattendrag innan det når havet efter 114 kilometer. Avrinningsområdet består mestadels av skog (77 procent). Avrinningsområdet har 0,97 kvadratkilometer vattenytor vilket ger det en sjöprocent på 6,1 procent. Bebyggelsen i området täcker en yta av 1,52 kvadratkilometer eller 9 procent av avrinningsområdet.

## Fisk
Vid provfiske har följande fisk fångats i sjön:
- Abborre
- Asp
- Björkna
- Braxen
- Gärs
- Gös
- Löja
- Mört
- Sarv
- Sutare